# Kettőshalom megállóhely
Kettőshalom megállóhely egy Csongrád-Csanád vármegyei vasúti megállóhely, Csongrád településen, a MÁV üzemeltetésében. A város nyugati külterületén helyezkedik el. Nevét a tőle délre elterülő Kettőshalom-dűlőről kapta. A környéken számos tanya és gazdasági telep található, a megállóhely azonban nyílt terepen, az épületektől távol helyezkedik el. Állandó épülete korábban sem volt. A megállóhely mellett a 451-es főutat és a 4517-es utat összekötő 45 117-es út keresztezi a vasutat, ez biztosítja a közúti elérési lehetőségét.

## Vasútvonalak
A megállóhelyet az alábbi vasútvonalak érintik:
- Kiskunfélegyháza–Orosháza-vasútvonal

## Kapcsolódó állomások
A megállóhelyhez az alábbi állomások vannak a legközelebb:
- Gátér megállóhely
- Kónyaszék megállóhely

## Forgalom
| Járat        | Útvonal | Gyakoriság |
| ------------ | --- | ---------- |
| személyvonat | Kiskunfélegyháza – Városi park – Csongrádi úti tanyák – Gátér – Kettőshalom – Kónyaszék – Csongrád alsó – Csongrád – Hékéd – Szentes | Napi 4 pár |
| személyvonat | Kiskunfélegyháza – Városi park – Csongrádi úti tanyák – Gátér – Kettőshalom – Kónyaszék – Csongrád alsó – Csongrád – Hékéd – Szentes – Szegvár – Kórógyszentgyörgy – Mindszent – Mártély – Hódmezővásárhelyi Népkert – Hódmezővásárhely | Napi 5 pár |